# Frima (motorfietsmerk)
Frima is een Duits historisch merk van motorfietsen.
De bedrijfsnaam was: Friedrich Marquardt, Friedberg (Augsburg).
In 1923 ontstonden in Duitsland honderden kleine motorfietsmerken, waaronder "Frima". Dit merk gebruikte 269cc-tweetaktmotoren, maar moest in 1925 de productie weer beëindigen, tegelijk met ruim 150 concurrenten.
De naam Marquardt duidt op een mogelijk verband met de merken Ge-Ma-Hi en Mawi.